# Lisburn
Lisburn (irisch Lios na gCearrbhach) ist die drittgrößte Stadt in Nordirland nach Belfast und Derry und liegt am Lagan.
Die Stadt liegt zum Teil in der historischen Grafschaft Antrim, zum Teil in der historischen Grafschaft Down, etwa 20 km südlich von Belfast, und hat etwa 72.000 Einwohner. 2002 wurde die Stadt zur City erhoben, nachdem sie vorher die Bezeichnung Town geführt hatte. Sie war der Verwaltungssitz des gleichnamigen Districts, der 2015 im District Lisburn and Castlereagh aufging. Lisburn ist nunmehr der Verwaltungssitz des Distrikts Lisburn and Castlereagh.
Bekannt ist Lisburn für sein Leinenmuseum, das die Geschichte der für Nordirland wichtigen Leinenindustrie zeigt: Irish Linen Centre, The Island, im Zentrum von Lisburn, 2001 neu erbaut.
Es gibt ein bedeutendes Krankenhaus, das Lagan Valley Hospital.
Das Hauptquartier der britischen Truppen in Nordirland befindet sich in der Kaserne Thiepval Barracks. Auch das Hauptquartier der kasernierten Polizei für die Region Belfast befindet sich in Lisburn.

## Geschichte
Im Stadtteil Hillsborough fanden im Amerikanischen Unabhängigkeitskrieg Verhandlungen zwischen Benjamin Franklin und Lord Hillsborough statt.
Im Juli und August 1920 griffen protestantische Einwohner ihre katholischen Nachbarn an und brannten 40 Häuser katholischer Familien nieder. Daraufhin flohen die meisten der mehr als 1000 katholischen Bürger aus Lisburn.

## Sport
Aus Lisburn kommt der sechsmalige Meister der IFA Premiership und 12-malige Irish-Cup-Sieger Lisburn Distillery. Das Stadion des Vereins, das New Grosvenor Stadium, steht in einem kleinen Vorort der Stadt.

## Persönlichkeiten
- Richard Wallace (1818–1890), Politiker und Mäzen
- David Crystal (* 1941), Linguist und Autor
- Peter Morwood (1956–2025), Schriftsteller
- Jimmy Kirkwood (* 1962), Hockeyspieler
- Ray Stevenson (1964–2023), Schauspieler
- Paul Agnew (* 1965), Fußballspieler
- Noel Bailie (* 1971), Fußballspieler
- Stephen Robinson (* 1974), Fußballtrainer und -spieler
- Brian Magee (* 1975), Profiboxer und ehemaliger Weltmeister
- Kristian Nairn (* 1975), Schauspieler
- Damien Johnson (* 1978), Fußballspieler
- Andy Smith (* 1980), Fußballspieler
- Paul Givan (* 1981), Politiker
- Caroline Black (* 1994), Badmintonspielerin